# Saison 2019-2020 de la LAH
Saison précédente Saison suivante
La saison 2019-2020 de la LAH est la 84e saison de la Ligue américaine de hockey. 

## Contexte
La saison régulière commence le 4 octobre 2019 et doit se terminer le 11 avril 2020 pour laisser place aux séries éliminatoires. Cependant, en raison de la pandémie de Covid-19, la saison est suspendue le 12 mars 2020 pour une durée indéterminée. Le 11 mai, la fin de saison est annulée et le classement à la date du 12 mars, évalué en pourcentage de victoires, est pris en compte pour l'attribution des trophées.

## Saison régulière

### Classement

#### Association de l'Est
| Clt   | Équipe                            | PJ | V  | D  | DP | DF | BP  | BC  | Pts | % pts |
| ----- | --------------------------------- | -- | -- | -- | -- | -- | --- | --- | --- | ----- |
| +001, | Bruins de Providence              | 62 | 38 | 18 | 3  | 3  | 197 | 154 | 82  | 66,1  |
| +002, | Bears de Hershey                  | 62 | 37 | 18 | 3  | 4  | 187 | 157 | 81  | 65,3  |
| +003, | Checkers de Charlotte             | 61 | 34 | 22 | 5  | 0  | 202 | 172 | 73  | 59,8  |
| +004, | Wolf Pack de Hartford             | 62 | 31 | 20 | 6  | 5  | 171 | 173 | 73  | 58,9  |
| +005, | Thunderbirds de Springfield       | 61 | 31 | 27 | 3  | 0  | 190 | 186 | 65  | 53,3  |
| +006, | Penguins de Wilkes-Barre/Scranton | 63 | 29 | 26 | 3  | 5  | 164 | 193 | 66  | 52,4  |
| +007, | Phantoms de Lehigh Valley         | 62 | 24 | 28 | 3  | 7  | 161 | 186 | 58  | 46,8  |
| +008, | Sound Tigers de Bridgeport        | 63 | 23 | 33 | 5  | 2  | 152 | 206 | 53  | 42,1  |

| Clt   | Équipe                 | PJ | V  | D  | DP | DF | BP  | BC  | Pts | % pts |
| ----- | ---------------------- | -- | -- | -- | -- | -- | --- | --- | --- | ----- |
| +001, | Senators de Belleville | 63 | 38 | 20 | 4  | 1  | 234 | 197 | 81  | 64,3  |
| +002, | Americans de Rochester | 62 | 33 | 20 | 4  | 5  | 181 | 173 | 75  | 60,5  |
| +003, | Comets d'Utica         | 61 | 34 | 22 | 3  | 2  | 210 | 186 | 73  | 59,8  |
| +004, | Devils de Binghamton   | 62 | 34 | 24 | 4  | 0  | 189 | 182 | 72  | 58,1  |
| +005, | Crunch de Syracuse     | 62 | 30 | 23 | 4  | 5  | 202 | 210 | 69  | 55,6  |
| +006, | Rocket de Laval        | 62 | 30 | 24 | 5  | 3  | 183 | 182 | 68  | 54,8  |
| +007, | Marlies de Toronto     | 61 | 29 | 27 | 3  | 2  | 206 | 212 | 63  | 51,6  |
| +008, | Monsters de Cleveland  | 62 | 24 | 31 | 5  | 2  | 159 | 192 | 55  | 44,4  |

#### Association de l'Ouest
| Clt   | Équipe                   | PJ | V  | D  | DP | DF | BP  | BC  | Pts | % pts |
| ----- | ------------------------ | -- | -- | -- | -- | -- | --- | --- | --- | ----- |
| +001, | Admirals de Milwaukee    | 63 | 41 | 14 | 5  | 3  | 211 | 141 | 90  | 71,4  |
| +002, | Wild de l'Iowa           | 63 | 37 | 18 | 4  | 4  | 194 | 171 | 82  | 65,1  |
| +003, | Griffins de Grand Rapids | 63 | 29 | 27 | 3  | 4  | 177 | 193 | 65  | 51,6  |
| +004, | Wolves de Chicago        | 61 | 27 | 26 | 5  | 3  | 155 | 175 | 62  | 50,8  |
| +005, | IceHogs de Rockford      | 63 | 29 | 30 | 2  | 2  | 156 | 187 | 62  | 49,2  |
| +006, | Stars du Texas           | 62 | 27 | 28 | 3  | 4  | 171 | 192 | 61  | 49,2  |
| +007, | Rampage de San Antonio   | 61 | 24 | 25 | 7  | 5  | 161 | 184 | 60  | 49,2  |
| +008, | Moose du Manitoba        | 61 | 27 | 33 | 1  | 0  | 160 | 190 | 55  | 45,1  |

| Clt   | Équipe                 | PJ | V  | D  | DP | DF | BP  | BC  | Pts | % pts |
| ----- | ---------------------- | -- | -- | -- | -- | -- | --- | --- | --- | ----- |
| +001, | Roadrunners de Tucson  | 58 | 36 | 19 | 1  | 2  | 198 | 163 | 75  | 64,7  |
| +002, | Eagles du Colorado     | 56 | 34 | 18 | 3  | 1  | 188 | 162 | 72  | 64,3  |
| +003, | Heat de Stockton       | 55 | 30 | 17 | 4  | 4  | 194 | 170 | 68  | 61,8  |
| +004, | Gulls de San Diego     | 57 | 30 | 19 | 6  | 2  | 185 | 164 | 68  | 59,6  |
| +005, | Reign d'Ontario        | 57 | 29 | 22 | 5  | 1  | 166 | 198 | 64  | 56,1  |
| +006, | Condors de Bakersfield | 56 | 21 | 27 | 5  | 3  | 162 | 202 | 50  | 44,6  |
| +007, | Barracuda de San José  | 55 | 21 | 27 | 5  | 2  | 179 | 192 | 49  | 44,5  |

### Meilleurs pointeurs
| Clt. | Nom               | Équipe                   | PJ | B  | A  | Pts | +/- | Pun |
| ---- | ----------------- | ------------------------ | -- | -- | -- | --- | --- | --- |
| 1    | Sam Anas (en)     | Wild de l'Iowa           | 63 | 20 | 50 | 70  | -4  | 10  |
| 2    | Reid Boucher      | Comets d'Utica           | 53 | 34 | 33 | 67  | +8  | 45  |
| 3    | Gerry Mayhew (en) | Wild de l'Iowa           | 49 | 39 | 22 | 61  | +16 | 68  |
| 4    | Josh Norris       | Senators de Belleville   | 56 | 31 | 30 | 61  | +9  | 21  |
| 5    | Alex Barré-Boulet | Crunch de Syracuse       | 60 | 27 | 29 | 56  | +2  | 22  |
| 6    | Drake Batherson   | Senators de Belleville   | 44 | 16 | 38 | 54  | +14 | 24  |
| 7    | Alex Formenton    | Senators de Belleville   | 61 | 27 | 26 | 53  | +8  | 65  |
| 8    | Brayden Burke     | Roadrunners de Tucson    | 51 | 21 | 31 | 52  | +12 | 34  |
| 9    | Chris Terry       | Griffins de Grand Rapids | 57 | 21 | 30 | 51  | -17 | 32  |
| 10   | Daniel Carr       | Admirals de Milwaukee    | 47 | 23 | 27 | 50  | +19 | 20  |

### Meilleurs gardiens de but
| Clt | Joueur             | Équipe                | PJ | Min           | BC | Moy  | %Arr | Bl |
| --- | ------------------ | --------------------- | -- | ------------- | -- | ---- | ---- | -- |
| 1   | Dan Vladar         | Bruins de Providence  | 25 | 1407 min 8 s  | 42 | 1,79 | 93,6 | 3  |
| 2   | Igor Chestiorkine  | Wolf Pack de Hartford | 25 | 1454 min 37 s | 46 | 1,90 | 93,4 | 3  |
| 3   | Connor Ingram (en) | Admirals de Milwaukee | 33 | 1905 min 41 s | 61 | 1,92 | 93,3 | 2  |
| 4   | Kaapo Kahkonen     | Wild de l'Iowa        | 34 | 2058 min 20 s | 71 | 2,07 | 92,7 | 7  |
| 5   | Vitek Vanecek      | Bears de Hershey      | 31 | 1832 min 11 s | 69 | 2,26 | 91,7 | 2  |

## Séries éliminatoires
Le 11 mai, la fin de saison est annulée et le classement à la date du 12 mars, évalué en pourcentage de victoires, est pris en compte pour l'attribution des trophées. Les séries éliminatoires ne sont donc pas disputées. 

## Récompenses

### Trophées collectifs
| Trophée Macgregor-Kilpatrick : Champions de la ligue | Admirals de Milwaukee |

### Trophées individuels
| Trophée Les-Cunningham : Meilleur joueur de la saison                              | Gerry Mayhew, Wild de l'Iowa                           |
| Trophée John-B.-Sollenberger : Meilleur pointeur                                   | Sam Anas, Wild de l'Iowa                               |
| Trophée Willie-Marshall : Meilleur buteur                                          | Gerry Mayhew, Wild de l'Iowa                           |
| Trophée Dudley-« Red »-Garrett : Meilleure recrue                                  | Josh Norris, Senators de Belleville                    |
| Trophée Eddie-Shore : Meilleur défenseur                                           | Jake Bean, Checkers de Charlotte                       |
| Trophée Aldege-« Baz »-Bastien : Meilleur gardien                                  | Kaapo Kahkonen, Wild de l'Iowa                         |
| Trophée Harry-« Hap »-Holmes : Gardien de l'équipe ayant encaissé le moins de buts | Troy Grosenick et Connor Ingram, Admirals de Milwaukee |
| Trophée Louis-A.-R.-Pieri : Meilleur entraîneur                                    | Karl Taylor, Admirals de Milwaukee                     |
| Trophée Fred-T.-Hunt : Joueur au meilleur esprit sportif                           | John McCarthy, Barracuda de San José                   |
| Trophée Yanick-Dupré : Joueur le plus impliqué dans sa communauté                  | Troy Grosenick, Admirals de Milwaukee                  |

### Équipes d'étoiles
| Position       | Joueur         | Équipe                 |
| -------------- | -------------- | ---------------------- |
| Gardien de but | Kaapo Kahkonen | Wild de l'Iowa         |
| Défenseur      | Jake Bean      | Checkers de Charlotte  |
| Défenseur      | Brennan Menell | Wild de l'Iowa         |
| Ailier gauche  | Reid Boucher   | Comets d'Utica         |
| Centre         | Josh Norris    | Senators de Belleville |
| Ailier droit   | Sam Anas       | Wild de l'Iowa         |

| Position       | Joueur            | Équipe                 |
| -------------- | ----------------- | ---------------------- |
| Gardien de but | Connor Ingram     | Admirals de Milwaukee  |
| Défenseur      | Jacob MacDonald   | Eagles du Colorado     |
| Défenseur      | Brogan Rafferty   | Comets d'Utica         |
| Ailier gauche  | Gerry Mayhew      | Wild de l'Iowa         |
| Centre         | Alex Barré-Boulet | Crunch de Syracuse     |
| Ailier droit   | Drake Batherson   | Senators de Belleville |

| Position       | Joueur          | Équipe                 |
| -------------- | --------------- | ---------------------- |
| Gardien de but | Cayden Primeau  | Rocket de Laval        |
| Défenseur      | Joey Keane      | Checkers de Charlotte  |
| Défenseur      | Brogan Rafferty | Comets d'Utica         |
| Attaquant      | Alex Formenton  | Senators de Belleville |
| Attaquant      | Josh Norris     | Senators de Belleville |
| Attaquant      | Jack Studnicka  | Bruins de Providence   |